# Cartografía celeste

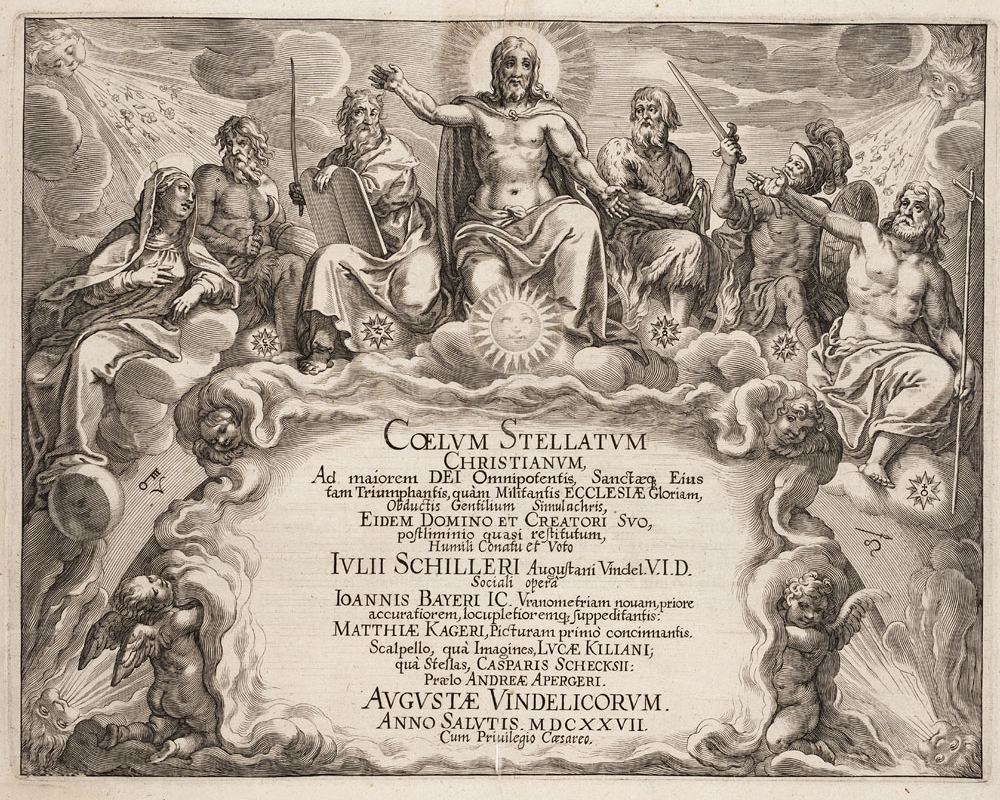
Portada de Coelum Stellatum Christianum, obra de Julius Schiller.

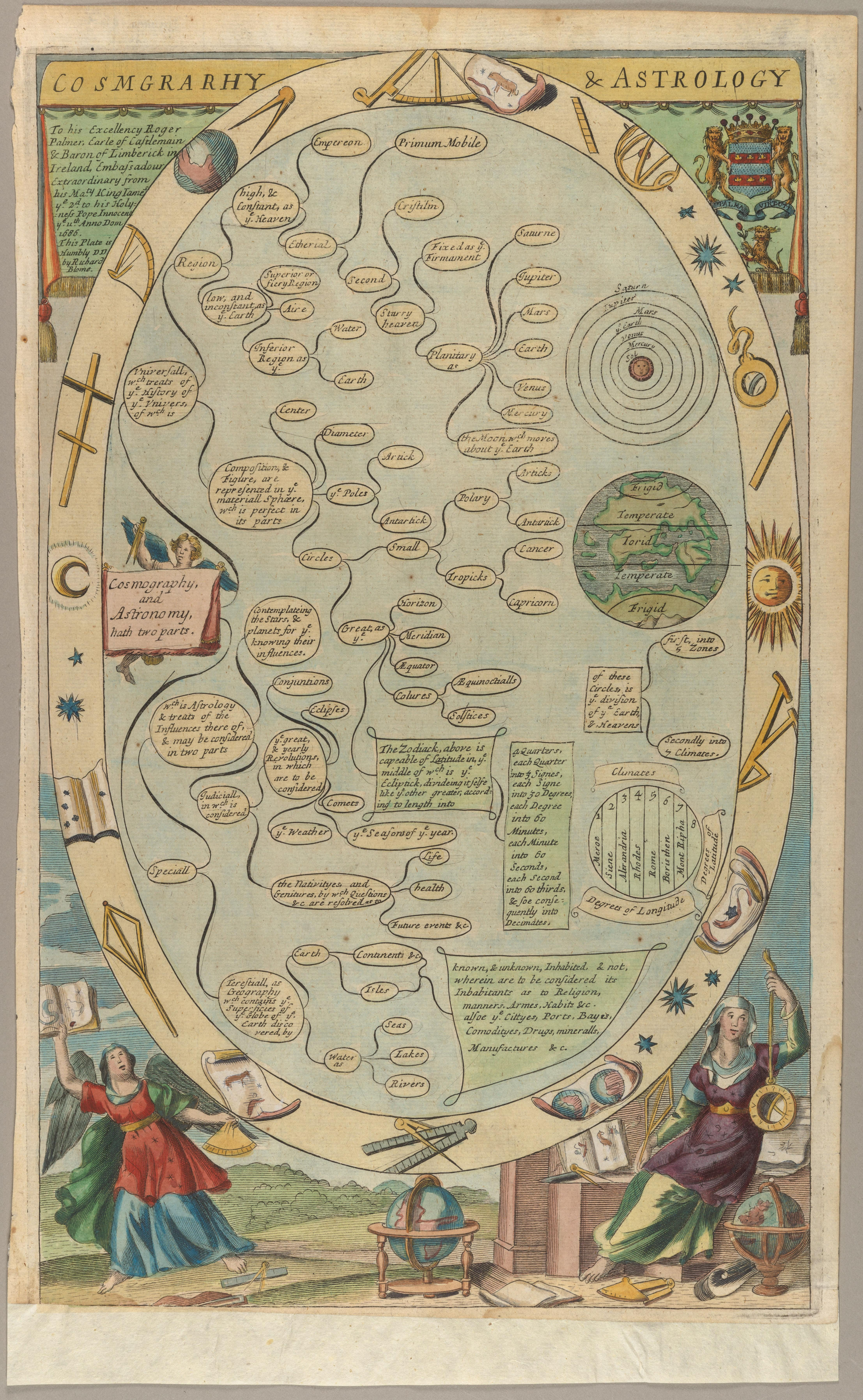
Este grabado, publicado en "The Gentleman's Recreation" de Richard Blome (1686), muestra las diversas formas en que se puede aplicar la cosmografía.

La cartografía celestial, (también conocida como uranografía, astrografía o cartografía estelar) es un campo de la astronomía y una rama de la cartografía relacionada con la localización de estrellas, galaxias y otros objetos astronómicos en la esfera celeste. 
Medir la posición y la luz de los objetos representados requiere una gran variedad de instrumentos y técnicas. Estas técnicas se han desarrollado a partir de mediciones de ángulos con cuadrantes y a simple vista, a través de sextantes combinados con lentes para aumentar la luz recibida, hasta métodos actuales que incluyen observatorios espaciales automatizados por computadora. Los uranógrafos históricamente han producido tablas de posiciones planetarias, tablas de estrellas y cartas estelares para uso tanto de astrónomos aficionados como de astrónomos profesionales. Recientemente se han compilado mapas estelares informáticos y la orientación automática de telescopios se lleva a cabo utilizando bases de datos de estrellas y otros objetos astronómicos.

## Etimología
La palabra "uranografía" deriva del término griego "ουρανογραφια" (Koiné ουρανος "cielo, celeste" + γραφειν "para escribir") a través del latín "uranographia". En tiempos del Renacimiento, la palabra Uranographia se usó como el título de varios atlas celestes. Durante el siglo XIX, la "uranografía" se definió como la "descripción de los cielos". Elijah H. Burritt la redefinió como la "geografía de los cielos". La palabra inglesa para uranografía es uranography, en alemán se escribe Uranographie, en francés uranographie y en italiano uranografia.

## Astrometría
En épocas prehistóricas se piensa que se hacían servir alineaciones de rocas o palos para poder efectuar las primeros medidas de la posición del Sol, la Luna y los planetas. Estas medidas eran necesarias para poder confeccionar los primeros calendarios, imprescindibles para el desarrollo de la agricultura. A medida que la técnica lo ha ido haciendo posible se ha ido ganando en precisión. Ya en época histórica, gracias al astrolabio, el grado de precisión mejoró de una forma considerable. La otra mejora principal en astrometría fue sin duda la invención del telescopio. Más recientemente, la utilización de la fotografía química y posteriormente la revolución de las cámaras CCD que han servido para popularizar esta disciplina entre los astrónomos aficionados.
Los estudios científicos de precisión han experimentado una gran mejora gracias a la introducción de técnicas de interferometría y a la posibilidad de situar telescopios en órbita alrededor de la Tierra, como el satélite Hipparcos.

## Catálogos de estrellas
|                                                  |                                                                              |                      |
| Acuario según el Astronomicon Poeticon de Higino | Acuario según la Uranometriade Johann Bayer, basada en las Tablas rudolfinas | Acuario según KStars |

Una fuente determinante para dibujar cartas estelares es, naturalmente, una tabla de estrellas. Esto es evidente cuando se comparan los imaginativos "mapas estelares" del "Astronomicon Poeticon" -ilustraciones junto a un texto narrativo de la antigüedad- con los mapas estelares de Johann Bayer, basados en mediciones precisas de posición de estrellas procedentes de las "Tablas rudolfinas" elaboradas por Tycho Brahe.

### Tablas de estrellas históricas importantes
- c. 150 a. C., Almagesto - contiene la última tabla de estrellas conocida de la antigüedad, preparada por Claudio Ptolomeo, 1.028 estrellas.
- c. 964, Libro de las estrellas fijas, versión árabe del Almagesto de Al-Sufi.
- 1627, Tablas rudolfinas - contiene la primera tabla de estrellas de la ilustración occidental, basada en mediciones de Tycho Brahe, 1005 estrellas.
- 1690, Prodromus Astronomiae - por Johannes Hevelius para su Firmamentum Sobiescanum, 1564 estrellas.
- 1729, Britannic Catalog - por John Flamsteed para su Atlas Coelestis, posición de más de 3000 estrellas con una precisión de 10".
- 1903, Bonner Durchmusterung - por Friedrich Argelander y colaboradores, alrededor de 460.000 estrellas.

## Atlas de estrellas

### A simple vista
- Siglo 15 a. C.: el techo de la tumba TT71 del arquitecto y ministro egipcio Senenmut, que servía a la reina Hatshepsut, está adornado con una gran y extensa carta de estrellas.
- c. siglo I Poeticon astronomicon, supuestamente obra de Higino.
- 1092 - Xin Yi Xiang Fa Yao (新儀 象法要), por Su Song, un tratado horológico que contenía la primera carta estelar existente impresa. Los mapas estelares de Su Song también presentaban la posición corregida de la estrella polar, que había sido descifrada debido a las observaciones astronómicas del compañero de Su, el científico y polímata Shen Kuo.
- 1515 - Primera serie de posiciones estelares impresa en Europa,[8] publicada en Núremberg, Alemania, con grabados de Alberto Durero.
- 1603 - Uranometria, por Johann Bayer, el primer mapa estelar occidental moderno basado en las Tablas rudolfinas de Tycho Brahe y Johannes Kepler.
- 1627, Julius Schiller publicó el atlas estelar Coelum Stellatum Christianum que reemplazó las constelaciones paganas por figuras bíblicas y cristianas primitivas.
- 1660 - Jan Janssonius, volumen 11 del Atlas Maior, que incluye la Harmonia Macrocosmica de Andreas Cellarius.
- 1693 - Firmamentum Sobiescanum sive Uranometria, por Johannes Hevelius, un mapa estelar con la posición de 1564 estrellas, actualizado con muchos nuevos datos, basada en su obra anterior, Prodromus astronomiae de 1690.

### Telescópicos
- 1729 Atlas Coelestis, de John Flamsteed.
- 1801 Uranographia, de Johann Elert Bode.
- 1843 Uranometria nova, de Friedrich Argelander.

### Fotográficos
- 1914 Cartas de Franklin-Adams, por John Franklin-Adams, un atlas fotográfico muy temprano.
- El Atlas de Falkau (Hans Vehrenberg). Estrellas hasta la magnitud 13.
- Atlas Stellarum (Hans Vehrenberg). Estrellas hasta la magnitud 14.
- True Visual Magnitude Photographic Star Atlas (Christos Papadopoulos). Estrellas hasta la magnitud 13,5.

### Modernos
- Bright Star Atlas - Wil Tirion (estrellas hasta la magnitud 6,5)
- Cambridge Star Atlas - Wil Tirion (estrellas hasta la magnitud 6,5)
- Atlas Estelar de Norton - Ed. Ian Ridpath (estrellas hasta la magnitud 6,5)
- Guía de estrellas y planetas  - Ian Ridpath y Wil Tirion (estrellas hasta la magnitud 6,0)[9]
- Cambridge Double Star Atlas - James Mullaney y Wil Tirion (estrellas hasta la magnitud 7,5)
- Cambridge Atlas of Herschel Objects - James Mullaney y Wil Tirion (estrellas hasta la magnitud 7,5)
- Pocket Sky Atlas - Roger Sinnott (estrellas hasta la magnitud 7,5)
- Deep Sky Reiseatlas - Michael Feiler, Philip Noack (Gráficos de Telrad Finder - estrellas hasta la magnitud 7,5)
- Atlas Coeli Skalnate Pleso (Atlas de los Cielos) 1950 - Antonín Bečvář (estrellas hasta la magnitud 7,75 y alrededor de 12.000 cúmulos, galaxias y nebulosas)
- SkyAtlas 2000.0, segunda edición - Wil Tirion y Roger Sinnott (estrellas hasta la magnitud 8,5)
- 1987, Uranometria 2000.0 Deep Sky Atlas - Wil Tirion, Barry Rappaport, Will Remaklus (estrellas hasta la magnitud 9,7; 11.5 en los primeros planos seleccionados)
- Herald-Bobroff AstroAtlas - David Herald y Peter Bobroff (estrellas hasta la magnitud 9 en las listas principales, 14 en las secciones seleccionadas)
- Millennium Star Atlas - Roger Sinnott, Michael Perryman (estrellas hasta la magnitud 11)
- Field Guide to the Stars and Planets (Guía de campo para las estrellas y los planetas) - gráficos Jay Pasachoff, Wil Tirion (estrellas hasta la magnitud 7,5)
- SkyGX - Christopher Watson (estrellas hasta la magnitud 12)
- The Great Atlas of the Sky (El Gran Atlas del Cielo) - Piotr Brych (2.400.000 estrellas hasta la magnitud 12, galaxias hasta la magnitud 18)[10]

### Informatizados
- 100.000 Estrellas
- Cartes du ciel
- Celestia
- 3D Galaxy Map
- CyberSky
- GoSkyWatch Planetarium
- Google Earth
- KStars
- Stellarium
- SKY-MAP.org
- SkyMap en línea
- WorldWide Telescope
- XEphem, para sistemas tipo Unix
- Stellarmap.com - mapa en línea de las estrellas[11]
- Star Walk y Kepler Explorer OpenLab: 2 aplicaciones de cartografía celestial para teléfonos móviles

### Gratis e imprimibles desde archivos
- The TriAtlas Project
- Toshimi Taki Star Atlases
- DeepSky Hunter Star Atlas
- Andrew Johnson mag 7